# Primera División 2002-2003 (Argentina)
L'edizione 2002-03 del Campionato argentino di calcio vide l'Independiente vincere il torneo Apertura e il River Plate vincere quello di Clausura.

## Torneo Apertura
|  | Pos. | Squadra           | Pt | G  | V  | N | P  | GF | GS | DR  |
|  | ---- | ----------------- | -- | -- | -- | - | -- | -- | -- | --- |
|  | 1.   | Independiente     | 43 | 19 | 13 | 4 | 2  | 48 | 19 | +29 |
|  | 2.   | Boca Juniors      | 40 | 19 | 12 | 4 | 3  | 32 | 15 | +17 |
|  | 3.   | River Plate       | 36 | 19 | 11 | 3 | 5  | 35 | 23 | +12 |
|  | 4.   | Chacarita Juniors | 30 | 19 | 9  | 3 | 7  | 19 | 21 | -2  |
|  | 5.   | Vélez Sarsfield   | 28 | 19 | 8  | 4 | 7  | 23 | 19 | +4  |
|  | 6.   | Racing Club       | 28 | 19 | 8  | 4 | 7  | 28 | 28 | 0   |
|  | 7.   | Colón (SF)        | 28 | 19 | 7  | 7 | 5  | 26 | 26 | 0   |
|  | 8.   | Arsenal Sarandí   | 27 | 19 | 7  | 6 | 6  | 29 | 25 | +4  |
|  | 9.   | San Lorenzo       | 27 | 19 | 7  | 6 | 6  | 28 | 25 | +3  |
|  | 10.  | Newell's Old Boys | 27 | 19 | 7  | 6 | 6  | 23 | 22 | +1  |
|  | 11.  | Lanús             | 26 | 19 | 6  | 8 | 5  | 21 | 24 | -3  |
|  | 12.  | Banfield          | 25 | 19 | 6  | 7 | 6  | 21 | 17 | +4  |
|  | 13.  | Rosario Central   | 25 | 19 | 7  | 4 | 8  | 36 | 34 | +2  |
|  | 14.  | Unión (SF)        | 23 | 19 | 6  | 5 | 8  | 26 | 28 | -2  |
|  | 15.  | Talleres (C)      | 23 | 19 | 5  | 8 | 6  | 23 | 27 | -4  |
|  | 16.  | Gimnasia (LP)     | 20 | 19 | 4  | 8 | 7  | 18 | 24 | -6  |
|  | 17.  | Olimpo            | 20 | 19 | 5  | 5 | 9  | 20 | 30 | -10 |
|  | 18.  | Nueva Chicago     | 15 | 19 | 3  | 6 | 10 | 20 | 29 | -9  |
|  | 19.  | Estudiantes (LP)  | 15 | 19 | 4  | 3 | 12 | 21 | 36 | -15 |
|  | 20.  | Huracán           | 11 | 19 | 2  | 5 | 12 | 17 | 42 | -25 |

### Classifica marcatori
| Posizione | Giocatore                | Squadra            | Gol |
| --------- | ------------------------ | ------------------ | --- |
| 1         | Néstor Silvera           | Independiente      | 16  |
| 2         | César Carignano          | Colón de Santa Fe  | 11  |
| 3         | Luciano Gabriel Figueroa | Rosario Central    | 10  |
| 4         | Marcelo Delgado          | Boca Juniors       | 9   |
| 5         | Eduardo Bustos Montoya   | Lanús              | 8   |
| 6         | Fernando Cavenaghi       | River Plate        | 8   |
| 7         | Silvio González          | Arsenal de Sarandí | 8   |
| 8         | Diego Milito             | Racing Club        | 8   |
| 9         | Mauricio Piersimone      | Arsenal de Sarandí | 8   |
| 10        | Lucas Valdemarín         | Vélez Sársfield    | 8   |

## Torneo Clausura
|  | Pos. | Squadra           | Pt | G  | V  | N  | P  | GF | GS | DR  |
|  | ---- | ----------------- | -- | -- | -- | -- | -- | -- | -- | --- |
|  | 1.   | River Plate       | 43 | 19 | 13 | 4  | 2  | 43 | 18 | +25 |
|  | 2.   | Boca Juniors      | 39 | 19 | 12 | 3  | 4  | 36 | 23 | +13 |
|  | 3.   | Vélez Sarsfield   | 38 | 19 | 12 | 2  | 5  | 27 | 12 | +15 |
|  | 4.   | Rosario Central   | 37 | 19 | 10 | 7  | 2  | 40 | 18 | +22 |
|  | 5.   | Olimpo            | 31 | 19 | 9  | 4  | 6  | 22 | 17 | +5  |
|  | 6.   | Colón (SF)        | 29 | 19 | 7  | 8  | 4  | 19 | 14 | +5  |
|  | 7.   | San Lorenzo       | 29 | 19 | 8  | 5  | 6  | 27 | 28 | -1  |
|  | 8.   | Estudiantes (LP)  | 28 | 19 | 7  | 7  | 5  | 24 | 18 | +6  |
|  | 9.   | Nueva Chicago     | 26 | 19 | 7  | 5  | 7  | 29 | 33 | -4  |
|  | 10.  | Gimnasia (LP)     | 26 | 19 | 7  | 5  | 7  | 21 | 26 | -5  |
|  | 11.  | Racing Club       | 25 | 19 | 6  | 7  | 6  | 26 | 24 | +2  |
|  | 12.  | Lanús             | 25 | 19 | 7  | 4  | 8  | 27 | 29 | -2  |
|  | 13.  | Banfield          | 23 | 19 | 6  | 5  | 8  | 18 | 20 | -2  |
|  | 14.  | Arsenal Sarandí   | 22 | 19 | 4  | 10 | 5  | 12 | 13 | -1  |
|  | 15.  | Newell's Old Boys | 22 | 19 | 5  | 7  | 7  | 21 | 26 | -5  |
|  | 16.  | Talleres (C)      | 21 | 19 | 5  | 6  | 8  | 23 | 26 | -3  |
|  | 17.  | Independiente     | 18 | 19 | 4  | 6  | 9  | 13 | 25 | -12 |
|  | 18.  | Unión (SF)        | 17 | 19 | 4  | 5  | 10 | 18 | 29 | -11 |
|  | 19.  | Chacarita Juniors | 11 | 19 | 2  | 5  | 12 | 11 | 24 | -13 |
|  | 20.  | Huracán           | 6  | 19 | 1  | 3  | 15 | 12 | 46 | -34 |

### Classifica marcatori
| Posizione | Giocatore                | Squadra                        | Gol |
| --------- | ------------------------ | ------------------------------ | --- |
| 1         | Luciano Gabriel Figueroa | Rosario Central                | 17  |
| 2         | Roberto Nanni            | Vélez Sársfield                | 15  |
| 3         | Fernando Cavenaghi       | River Plate                    | 12  |
| 4         | Cristian Castillo        | Olimpo de Bahía Blanca         | 11  |
| 5         | Ernesto Farías           | Estudiantes de La Plata        | 9   |
| 6         | Ariel Carreño            | Nueva Chicago                  | 8   |
| 7         | Diego Ceballos           | Nueva Chicago                  | 7   |
| 8         | César Delgado            | Rosario Central                | 7   |
| 9         | Andrés D'Alessandro      | River Plate                    | 6   |
| 10        | Rodrigo Díaz             | Lanús                          | 6   |
| 11        | Claudio Enría            | Gimnasia y Esgrima de La Plata | 6   |
| 12        | Esteban Fuertes          | River Plate                    | 6   |
| 13        | Pablo Islas              | Unión de Santa Fe              | 6   |
| 14        | Ezequiel Maggiolo        | Estudiantes de La Plata        | 6   |
| 15        | Diego Milito             | Racing Club                    | 6   |
| 16        | Germán Real              | Talleres de Córdoba            | 6   |
| 17        | Mauro Rosales            | Newell's Old Boys              | 6   |
| 18        | Walter Silvani           | Newell's Old Boys              | 6   |

## Retrocessioni
| Squadra                | Media | Punti | Giocate | 2000-01 | 2001-02 | 2002-03 |
| ---------------------- | ----- | ----- | ------- | ------- | ------- | ------- |
| River Plate            | 2.114 | 241   | 114     | 78      | 84      | 79      |
| Boca Juniors           | 1.912 | 218   | 114     | 71      | 68      | 79      |
| San Lorenzo            | 1.702 | 194   | 114     | 81      | 57      | 56      |
| Vélez Sársfield        | 1.491 | 170   | 114     | 56      | 48      | 66      |
| Gimnasia de La Plata   | 1.447 | 165   | 114     | 55      | 64      | 46      |
| Racing Club            | 1.439 | 164   | 114     | 40      | 71      | 53      |
| Colón de Santa Fe      | 1.421 | 162   | 114     | 49      | 56      | 57      |
| Estudiantes La Plata   | 1.342 | 153   | 114     | 56      | 54      | 43      |
| Newell's Old Boys      | 1.298 | 148   | 114     | 48      | 51      | 49      |
| Olimpo de Bahía Blanca | 1.289 | 49    | 38      | N/A     | N/A     | 49      |
| Arsenal de Sarandí     | 1.289 | 49    | 38      | N/A     | N/A     | 49      |
| Lanús                  | 1.272 | 145   | 114     | 43      | 51      | 51      |
| Independiente          | 1.263 | 144   | 114     | 42      | 41      | 61      |
| Banfield               | 1.263 | 96    | 76      | N/A     | 48      | 48      |
| Chacarita              | 1.263 | 144   | 114     | 56      | 47      | 41      |
| Rosario Central        | 1.254 | 143   | 114     | 41      | 40      | 62      |
| Talleres de Córdoba    | 1.184 | 135   | 114     | 61      | 30      | 44      |
| Nueva Chicago          | 1.171 | 89    | 76      | N/A     | 48      | 41      |
| Unión de Santa Fe      | 1.096 | 125   | 114     | 46      | 39      | 40      |
| Huracán                | 1.026 | 117   | 114     | 55      | 44      | 18      |

### Spareggi Promozione
| Data           | Squadra in casa       | Squadra in trasferta  | Risultato |
| -------------- | --------------------- | --------------------- | --------- |
| 9 luglio 2003  | San Martín de Mendoza | Talleres de Córdoba   | 0-1       |
| 13 luglio 2003 | Talleres de Córdoba   | San Martín de Mendoza | 1-0       |

Talleres de Córdoba vince 2-0 e resta in Primera Division.
San Martín de Mendoza resta in Primera B Nacional.

| Data           | Squadra in casa    | Squadra in trasferta | Risultato |
| -------------- | ------------------ | -------------------- | --------- |
| 9 luglio 2003  | Argentinos Juniors | Nueva Chicago        | 0-1       |
| 13 luglio 2003 | Nueva Chicago      | Argentinos Juniors   | 2-0       |

Nueva Chicago vince 3-0 e resta in Primera Division.
Argentinos Juniors resta in Primera B Nacional.

## Serie minori
| Livello       | Torneo                                                  | Campione            |
| ------------- | ------------------------------------------------------- | ------------------- |
| 2°            | Primera B Nacional Apertura Primera B Nacional Clausura | Atlético de Rafaela |
| 3°            | Primera B Metropolitana                                 | Ferro Carril Oeste  |
| 3° (Interior) | Torneo Argentino A                                      | Tiro Federal        |
| 4°            | Primera C Metropolitana                                 | Colegiales          |
| 5°            | Primera D Metropolitana                                 | Sacachispas         |